# De Angeli
De Angeli – stacja metra w Mediolanie, na linii M1. Znajduje się na piazza Ernesto De Angeli, w Mediolanie i zlokalizowana jest pomiędzy stacjami Wagner i Gambara. Została otwarta w 1966.